# Tribe Vanguard
Palmarès
voir ici
Tribe Vanguard est un clan de catcheurs appartenant à la Dragon Gate, une fédération de catch japonaise, fondée le 5 mai 2016 par BxB Hulk, Kzy, Yosuke♥Santa Maria et Yamato.

## Carrière

### Histoire (2016-...)
Lors du Hair Vs. Mask Steel Cage Survival Double Risk Six Way Match de Dead Or Alive 2016, les membres de VerserK trahissent Yamato, le virant du groupe et l’empêchant de s'échapper avant que Kzy ne vienne à son secours et empêche Kotoka de s'échapper avec Yosuke Santa Maria, Jimmyz, Monster Express et Over Generation faisant de même. Shingo Takagi retourne cependant dans la cage pour l'attaquer davantage mais BxB Hulk fait son retour sur le ring pour faire fuir Shingo Takagi, permettant à Yamato de s'échapper de la cage, de raser des cheveux de Kotoka pour un an, de former une alliance avec Kzy, Yosuke Santa Maria et BxB Hulk et de promettre de détruire VerserK.
Lors de Dangerous Gate 2017, Yamato perd le Open the Dream Gate Championship contre Masaaki Mochizuki. Lors de Gate Of Destiny 2017, Yamato, BxB Hulk et Kzy battent VerserK (Shingo Takagi, Takashi Yoshida et El Lindaman) et MaxiMuM (Masato Yoshino, Naruki Doi et Kotoka) et remportent les Open the Triangle Gate Championship.
Le 12 janvier 2019, Yamato et Kai battent R.E.D (PAC et Yasushi Kanda), puis après le match,Yamato propose à Kai de rejoindre le clan, ce que ce dernier accepte et devient donc le septième membre du clan.

## Palmarès
- Dragon Gate
  - 1 fois Open the Dream Gate Championship – Yamato
  - 1 fois Open the Brave Gate Championship – Yosuke♥Santa Maria
  - 2 fois Open the Twin Gate Championship – Yamato et BxB Hulk (1), Yamato et Kai (1)
  - 1 fois Open the Triangle Gate Championship – Yamato, BxB Hulk et Kzy
  - King of Gate (2016) – Yamato